# Dongxing
Pour les articles homonymes, voir Dongxing (homonymie).
Dongxing (东兴 ; pinyin : Dōngxīng) est une ville de la région autonome du Guangxi en Chine. C'est une ville-district placée sous la juridiction de la ville-préfecture de Fangchenggang. Elle est frontalière du Viêt Nam.

## Démographie
La population du district était de 144 700 habitants en 2010.